# Hymenopodidae
Hymenopodidae — друга за величиною родина богомолів, що включає 223 види. Для представників цієї родини характерна мімікрія, вони імітують своїм виглядом сухі листки або квіти. Через схожість на квітки їх часто називають «квітковими богомолами», «орхідейними богомолами» тощо. Поширені переважно в Африці та Південно-Східній Азії, з окремими видами в Новій Гвінеї та Австралії. 

## Систематика
Родина включає близько 200 сучасних видів:. До родини  до 2015 року було включено 44 роди в 4 підродинах: Hymenopodinae (14 родів), Acromantinae (20 родів), Epaphroditinae (4 роди) та Oxypilinae (6 родів). При цьому родина лишалася поліфілетичною.
Також до родини відносять підродину Sibyllinae, яку до початку 2010-х розглядали як окрему маленьку родину та яка містить 3 роди: Leptosibylla, Presibylla, Sibylla. Поширені у тропічній Африці, на південь від Сахари. Голова з видовженим «рогом», середні та задні ноги з лопатями, нагадують зовнішній вигляд емпузових богомолів. На відміну від останніх, живуть переважно на корі дерев у тропічному лісі.
2015 року підродину Epaphroditinae було виділено в окрему родину Epaphroditidae.
Підродина Acromantinae
- Acromantis
- Anasigerpes
- Ambivia
- Chrysomantis
- Citharomantis
- Majangella
- Metacromantis
- Oligomantis
- Otomantis
- Oxypiloidea
- Parapsychomantis
- Psychomantis
- Rhomantis

Підродина Hymenopodinae
- Attalia
- Chlidonoptera
- Chloroharpax
- Congoharpax
- Creobroter
- Galinthias
- Harpagomantis
- Helvia
- Hymenopus
- Panurgica
- Parhymenopus
- Pseudocreobotra
- Pseudoharpax
- Theopropus

Підродина Oxypilinae
- Ceratomantis
- Junodia
- Oxypilus
- Pachymantis
- Pseudoxypilus

Підродина Phyllocraniinae
- Parablepharis
- Phyllocrania

Підродина Phyllothelyinae
- Ceratocrania
- Phyllothelys

Підродина Sibyllinae
- Leptosibylla
- Presibylla
- Sibylla

У 2019 році була запропонована нова система класифікації богомолів, у якій до складу родини ввійшли 6 підродин, з більше як 40 видами, які мешкають у тропічній Африці та Південносхідній Азії:
- Acromantinae
- Hymenopodinae
- Oxypilinae
- Phyllocraniinae
- Phyllothelyinae
- Sibyllinae

## Різноманіття

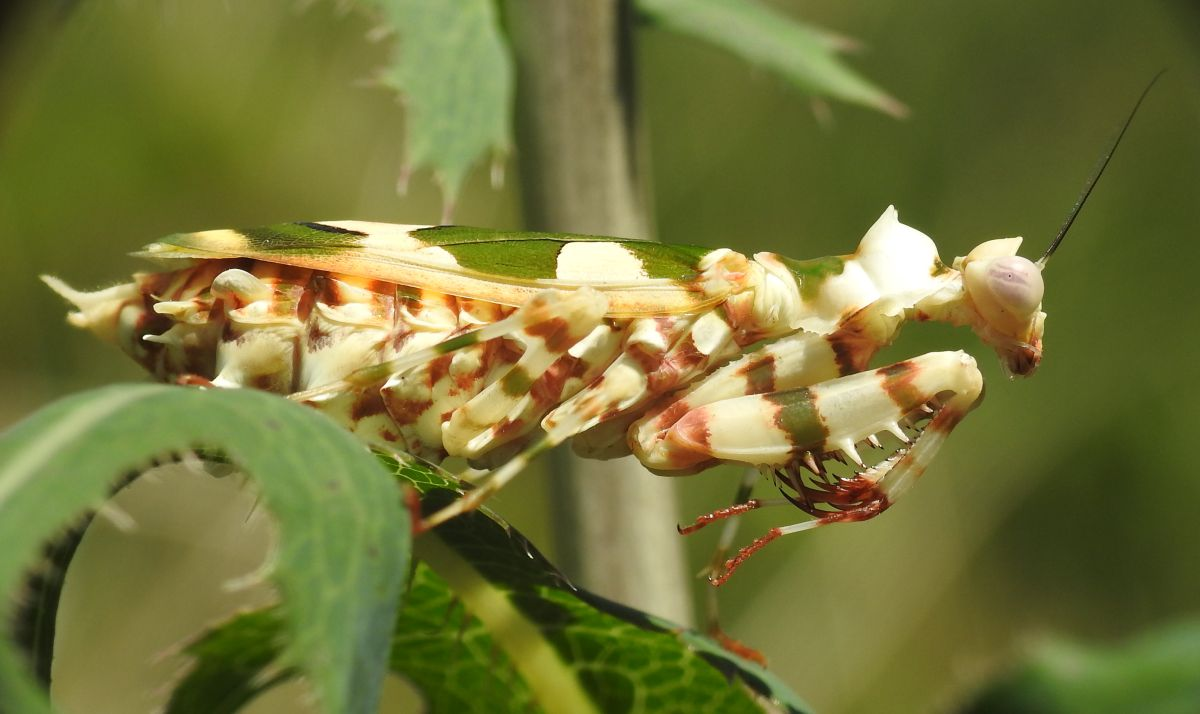
Chlidonoptera lestoni
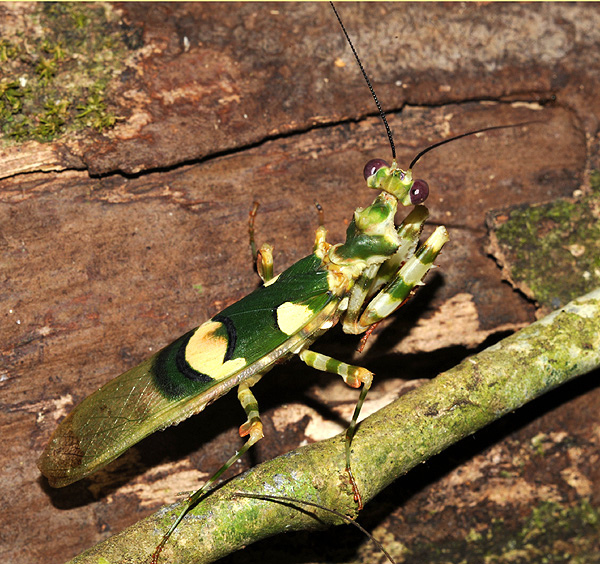
Самиця Chlidonoptera vexillum ЦАР
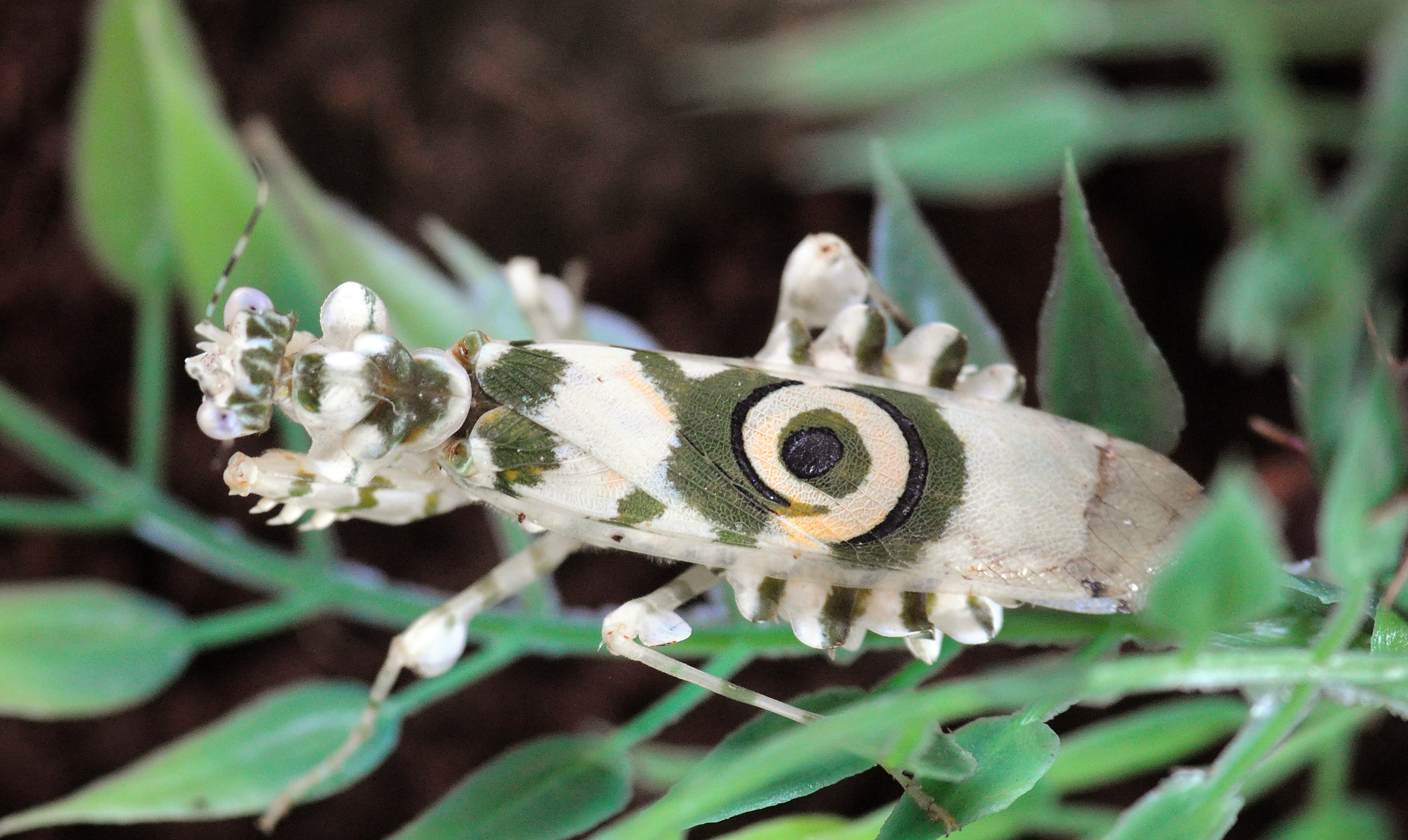
Самиця Pseudocreobotra wahlbergii
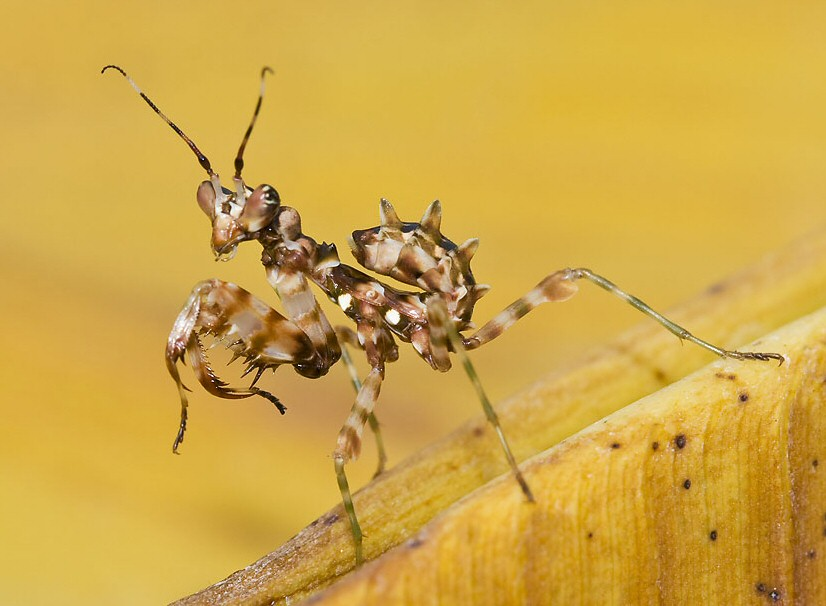
Pseudocreobotra ocellata німфа
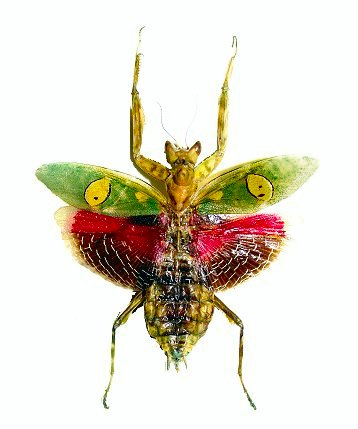
Самиця Creobroter gemmatus
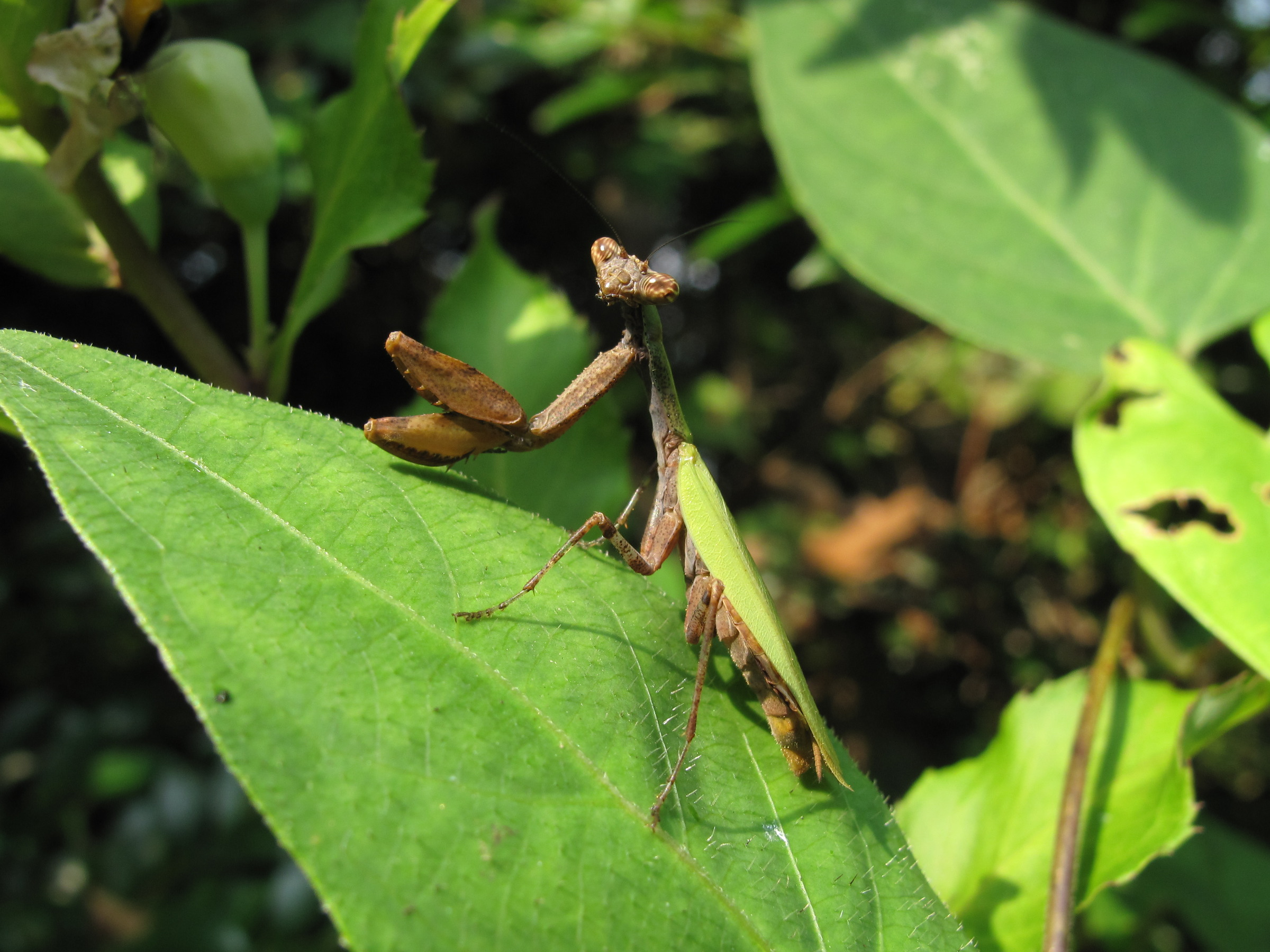
Самиця Acromantis japonica
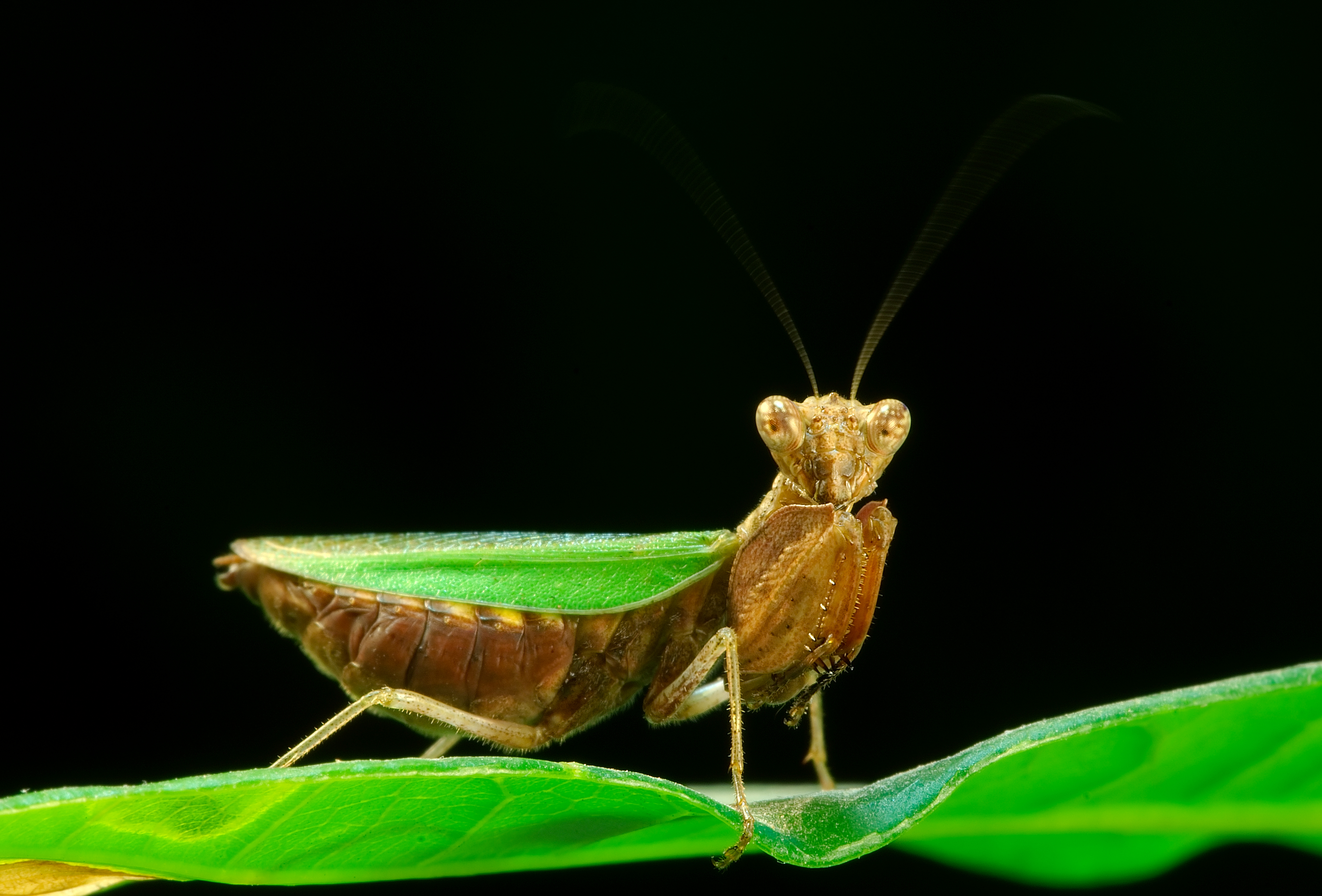
Самиця Ephestiasula
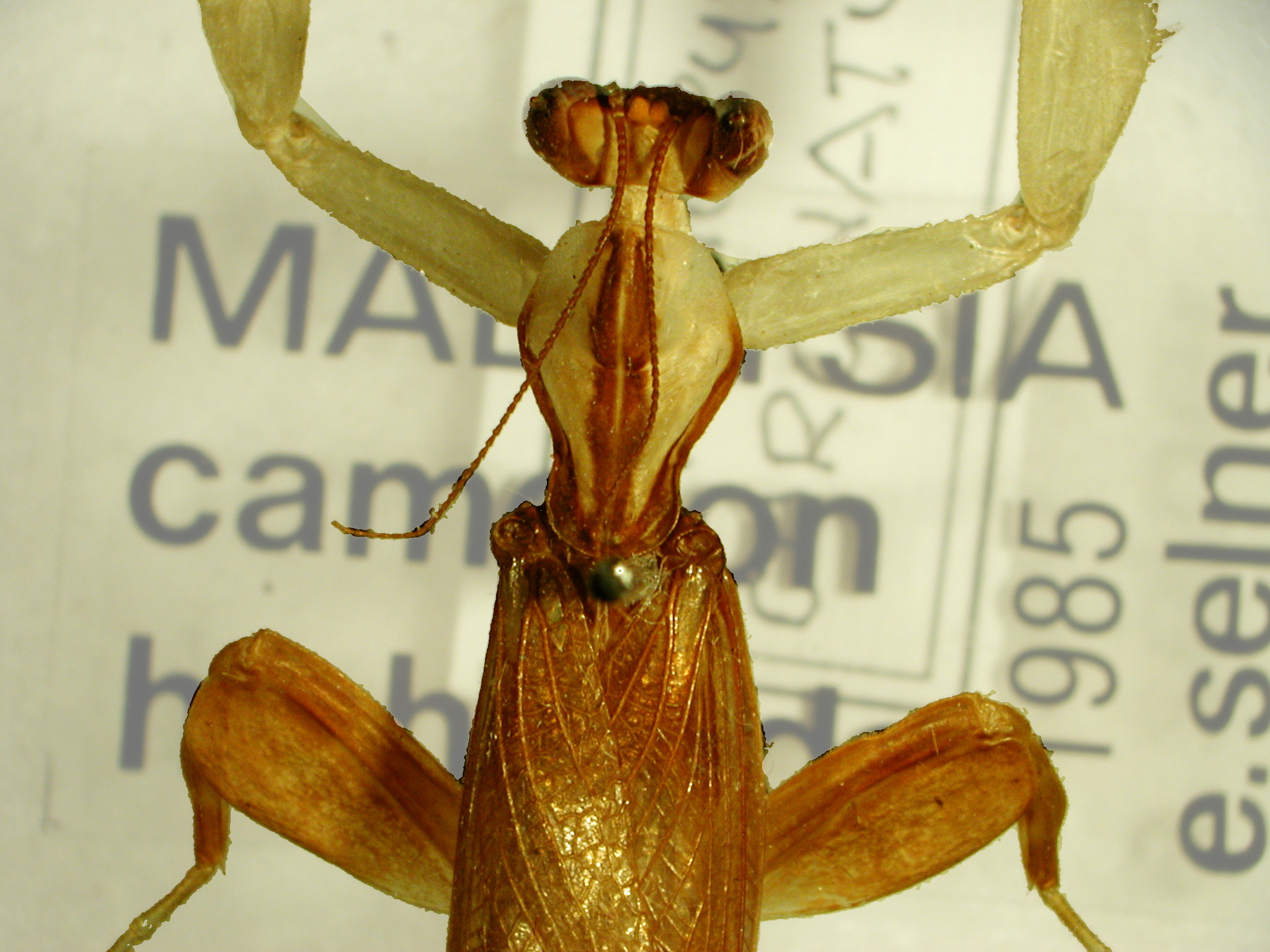
Самець Hymenopus coronatus
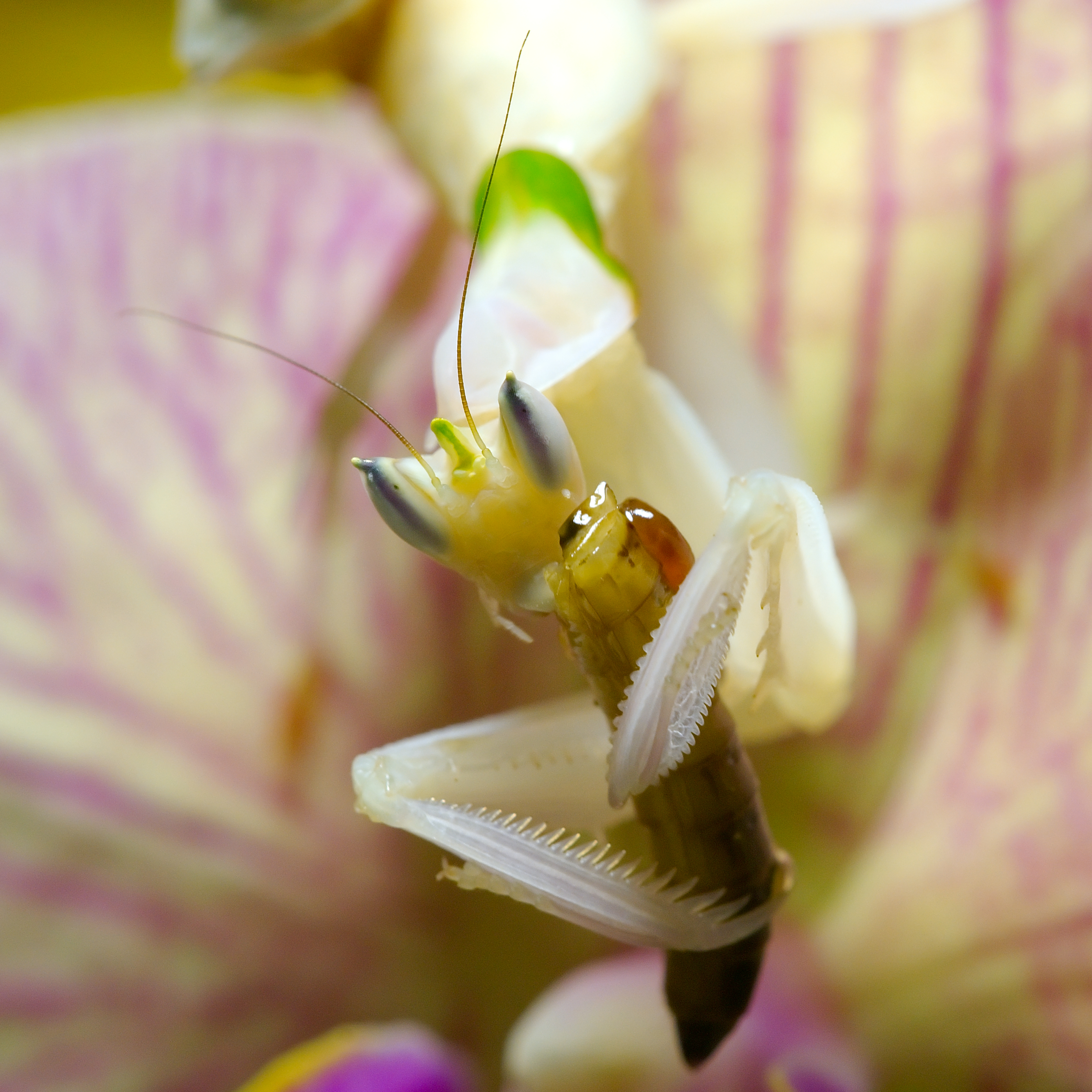
Самиця Hymenopus coronatus
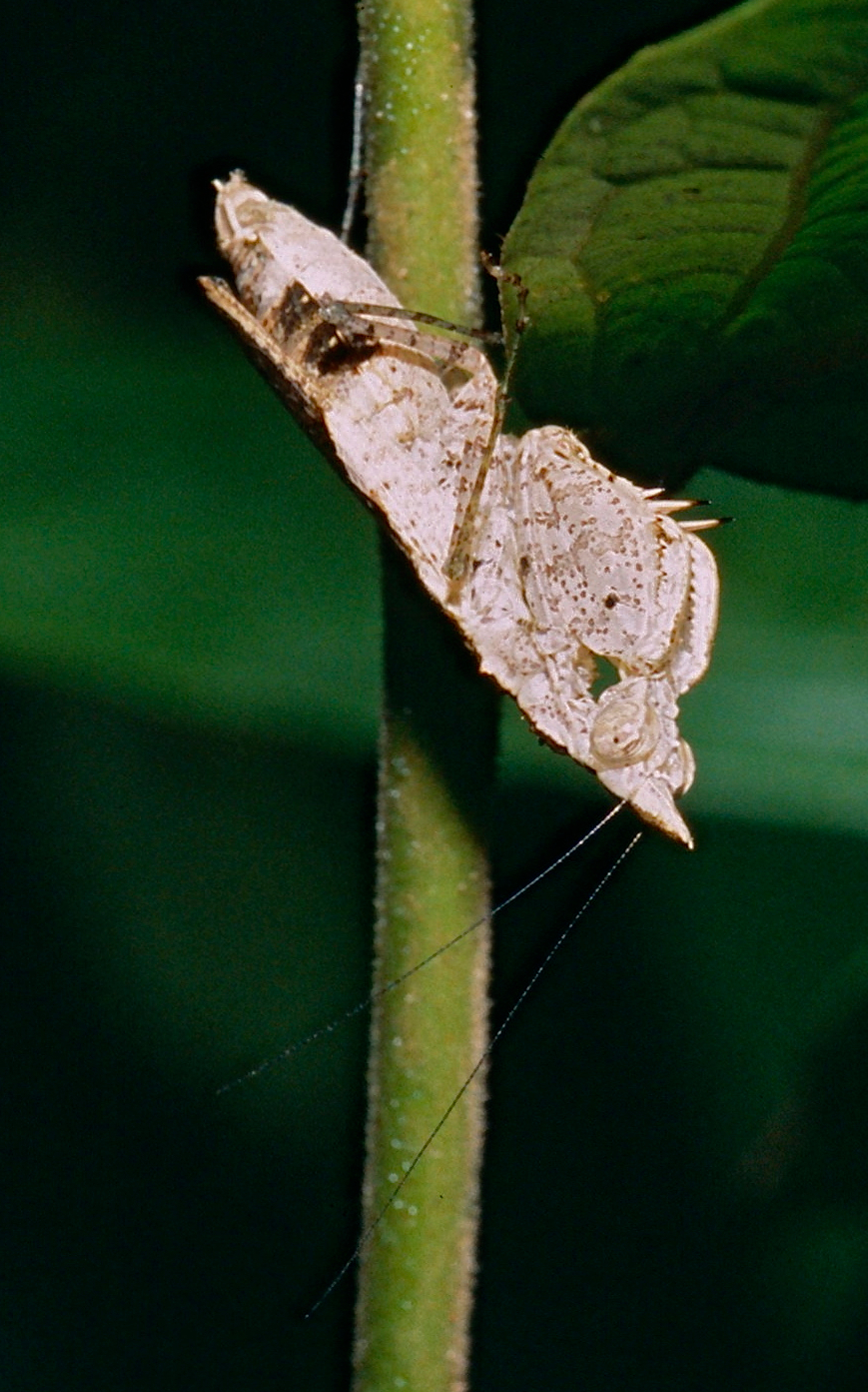
Самиця Ceratomantis saussurii (Малайзія)
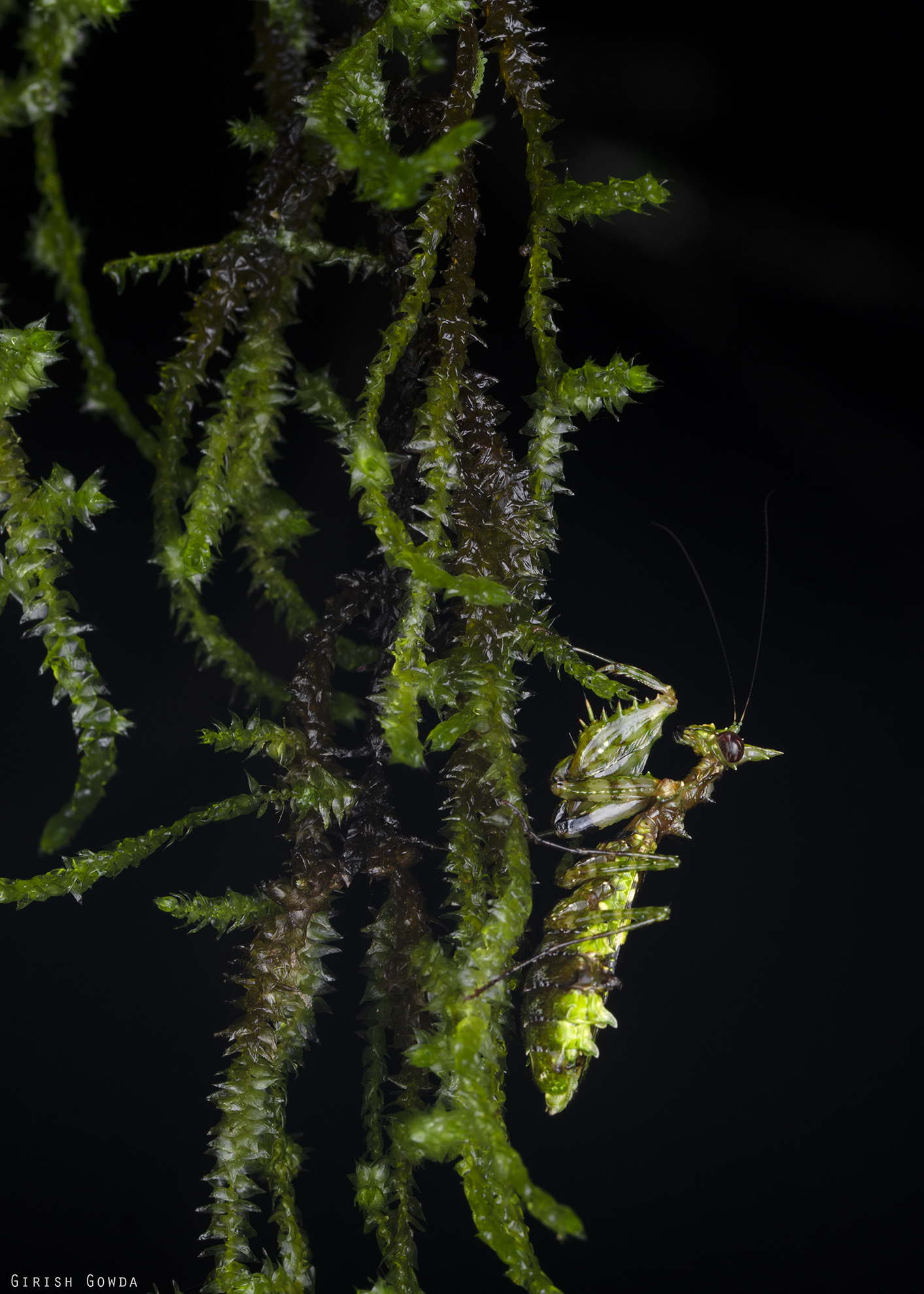
Самиця Ceratomantis ghatei (Індія)
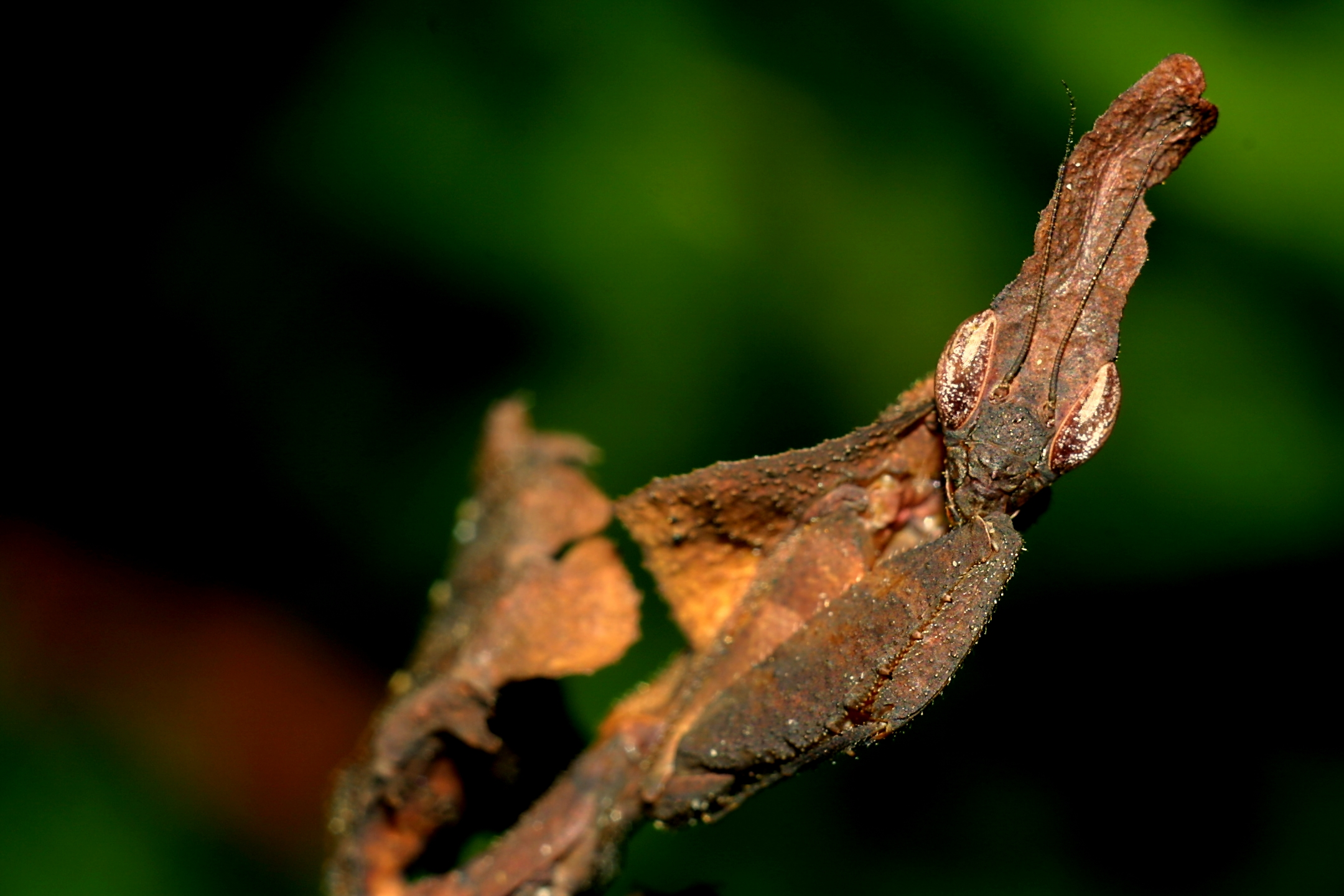
Самиця Phyllocrania paradoxa
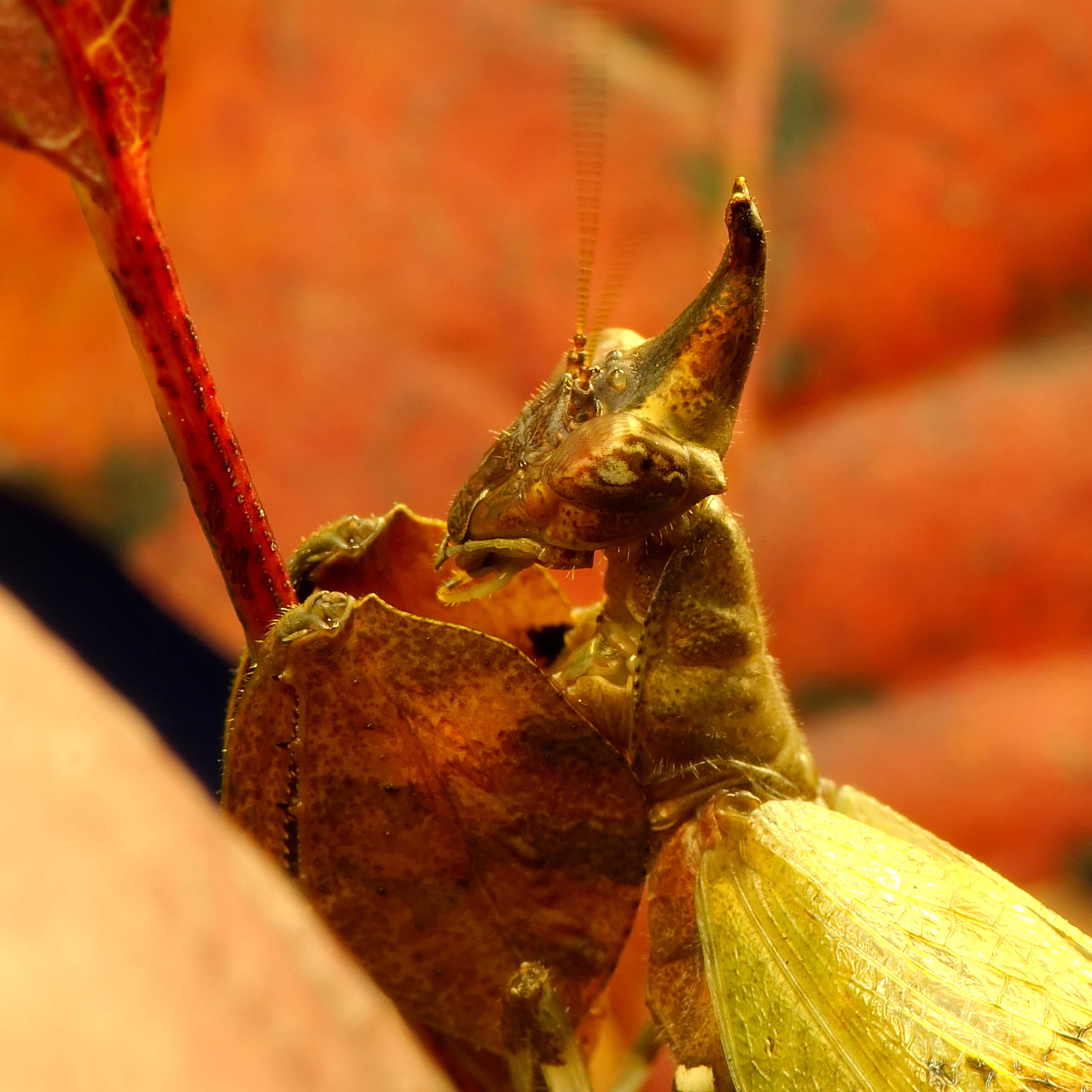
Самиця Hestiasula brunneriana
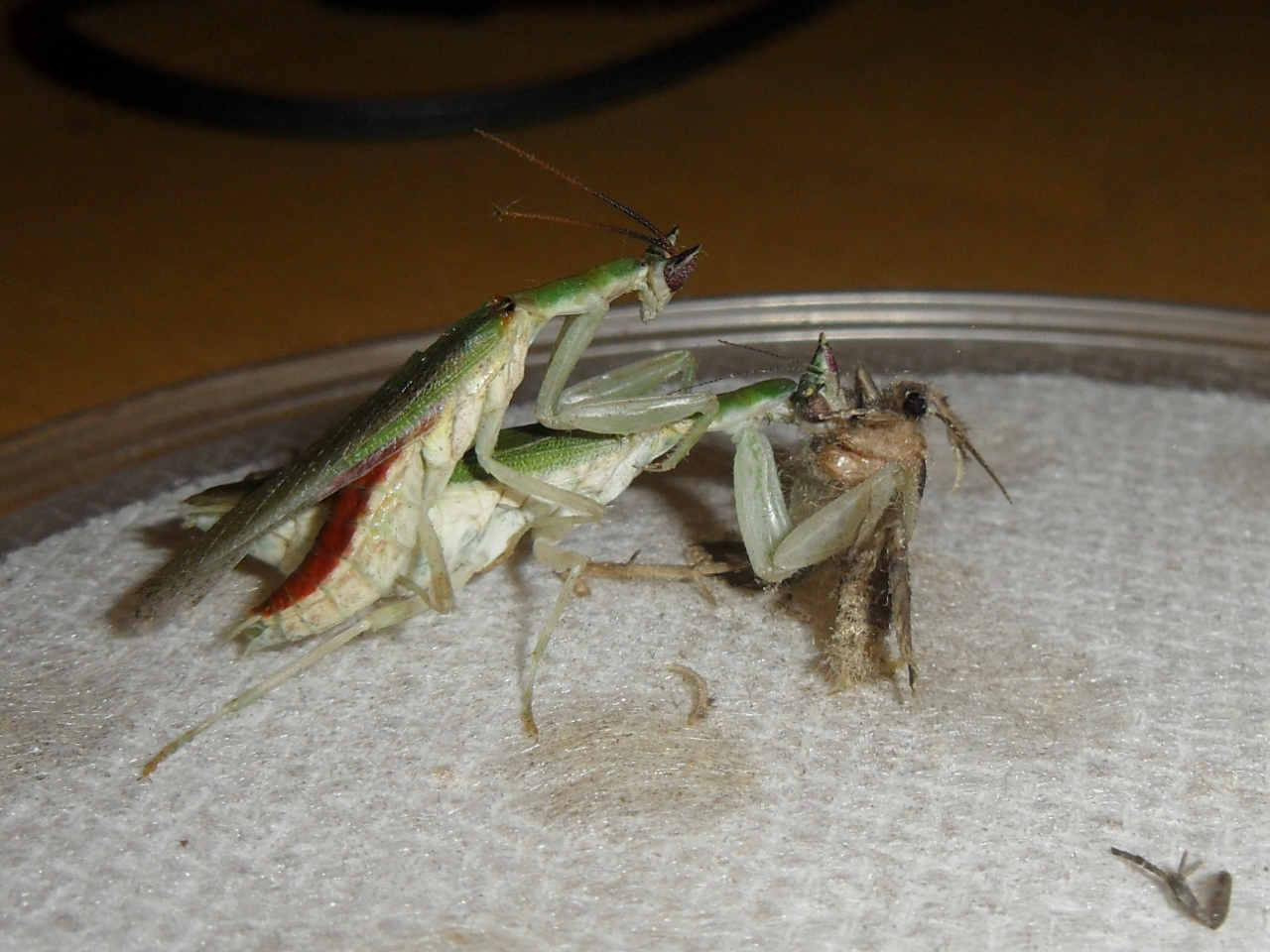
Pseudoharpax virescens
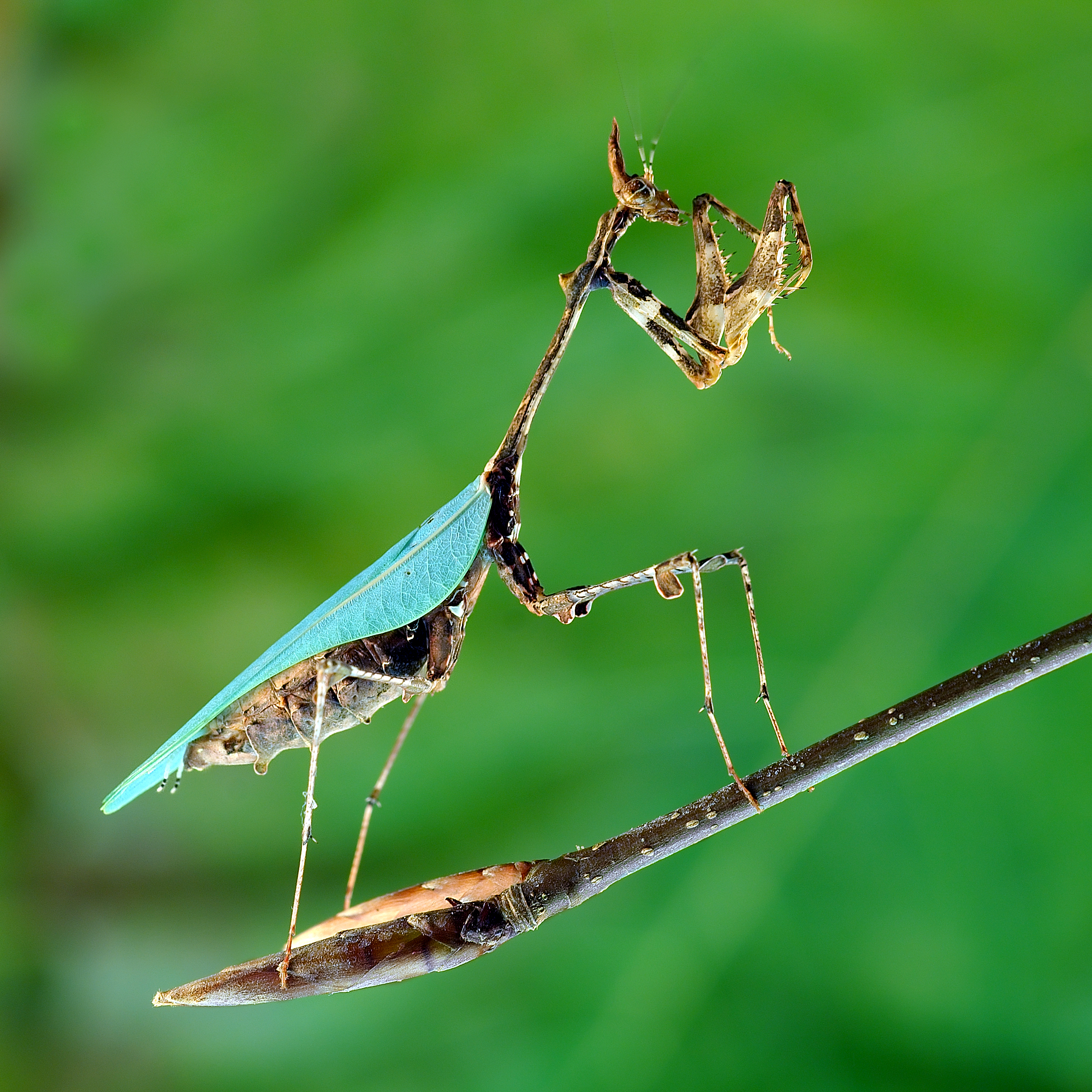
Sybilla pretiosa (ПАР)
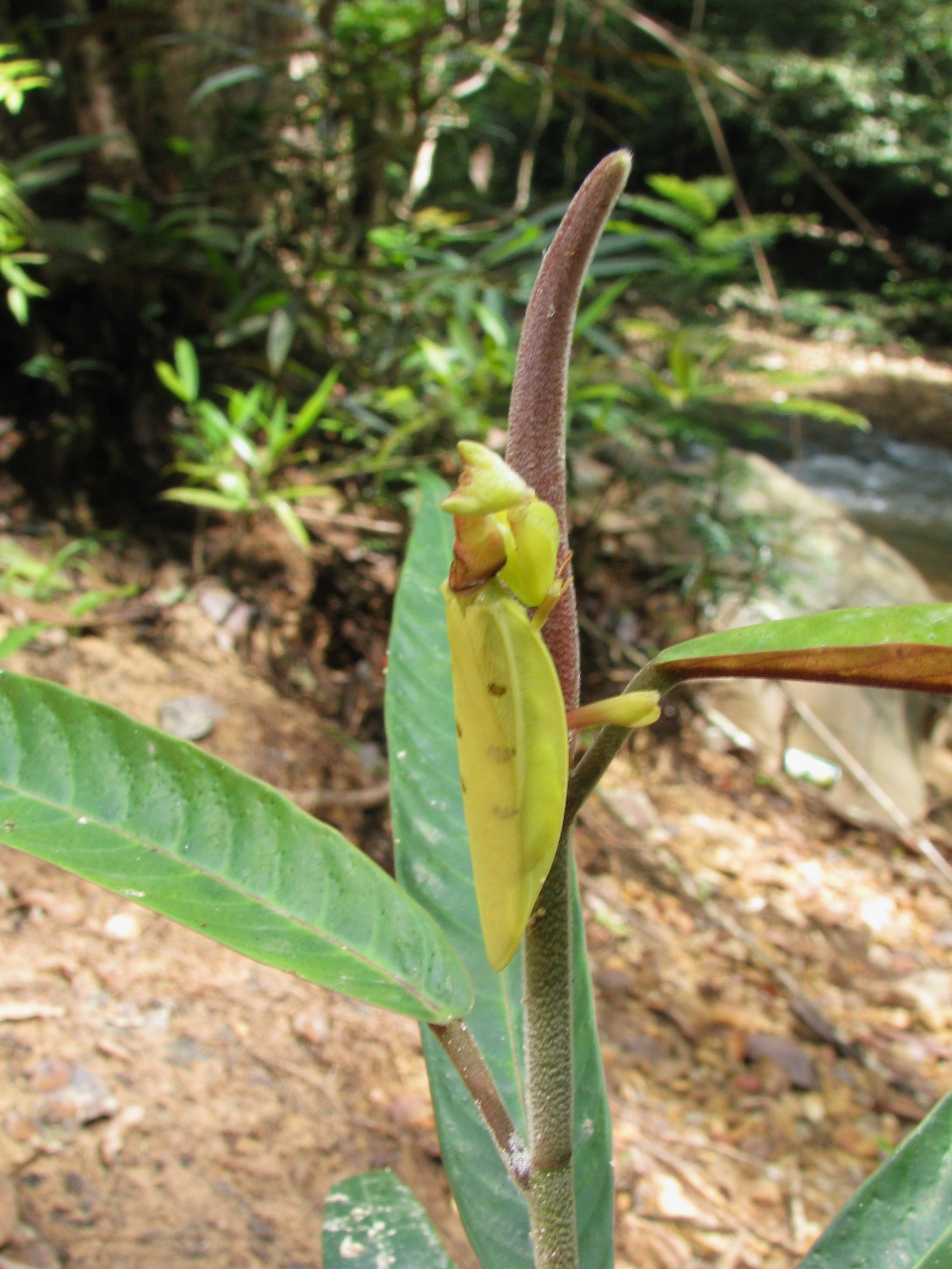
Parymenopus davisoni (Малайзія)
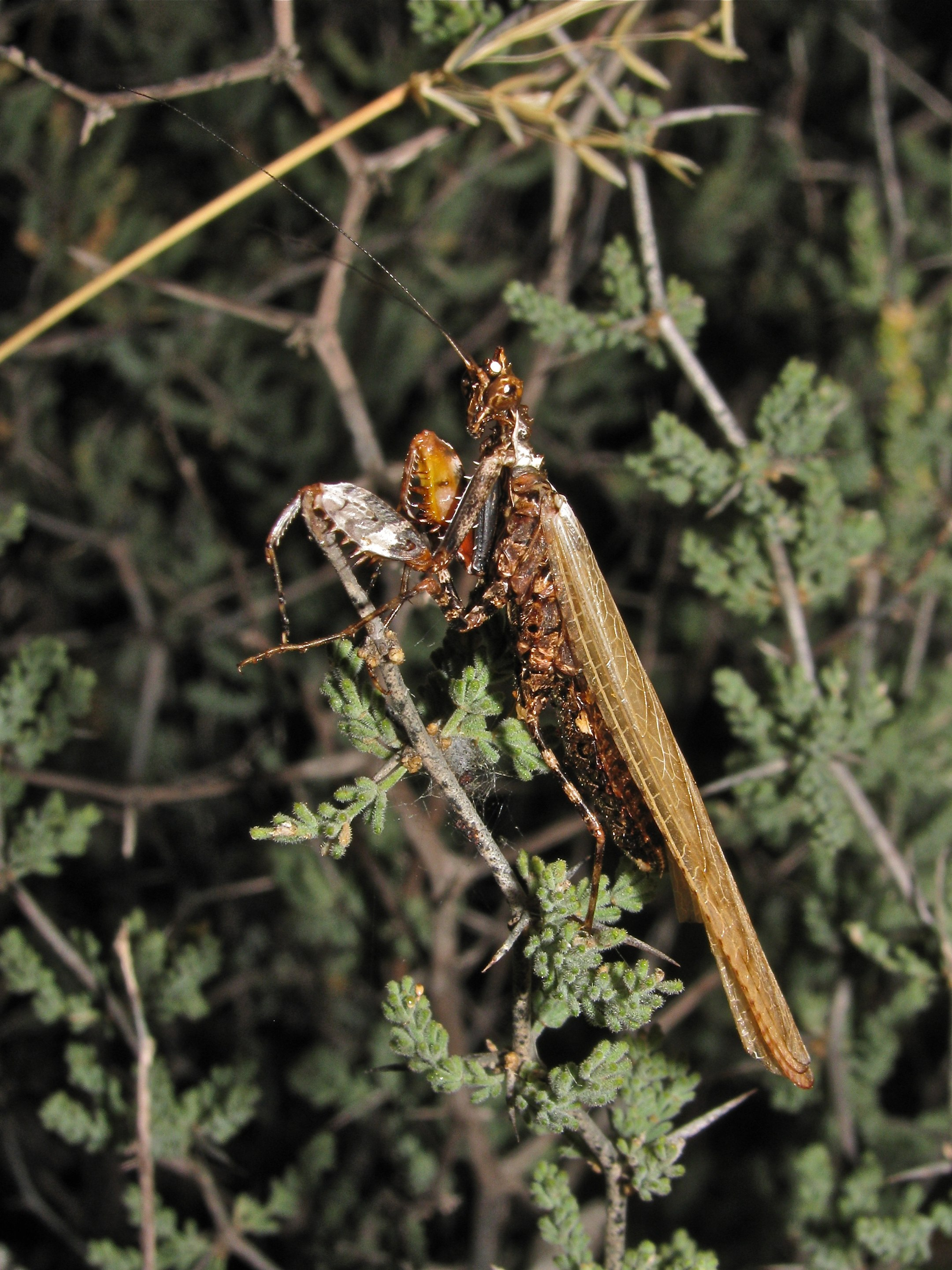
Oxypilus nasutus (ПАР)
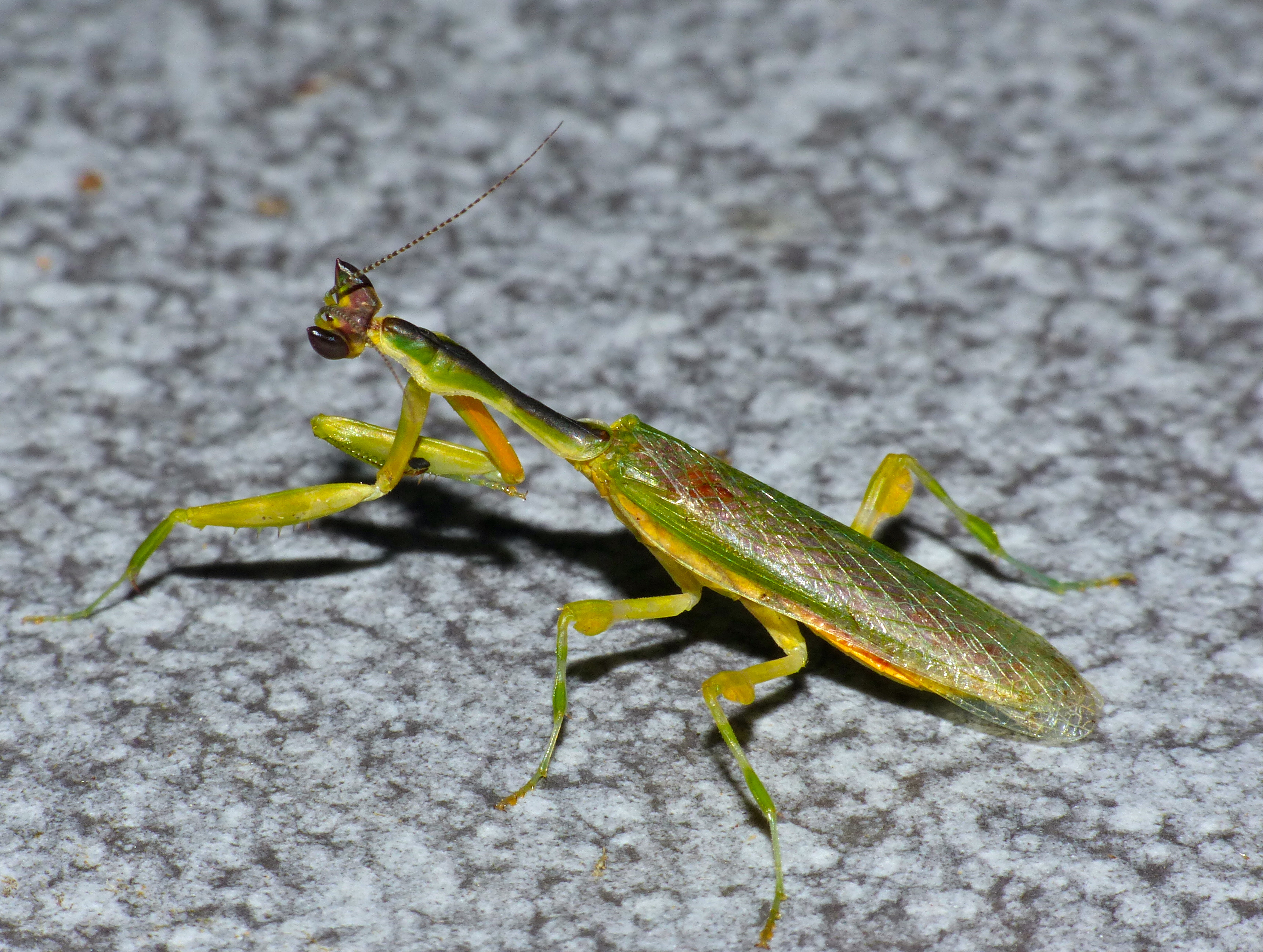
Galinthias amoena (ПАР)
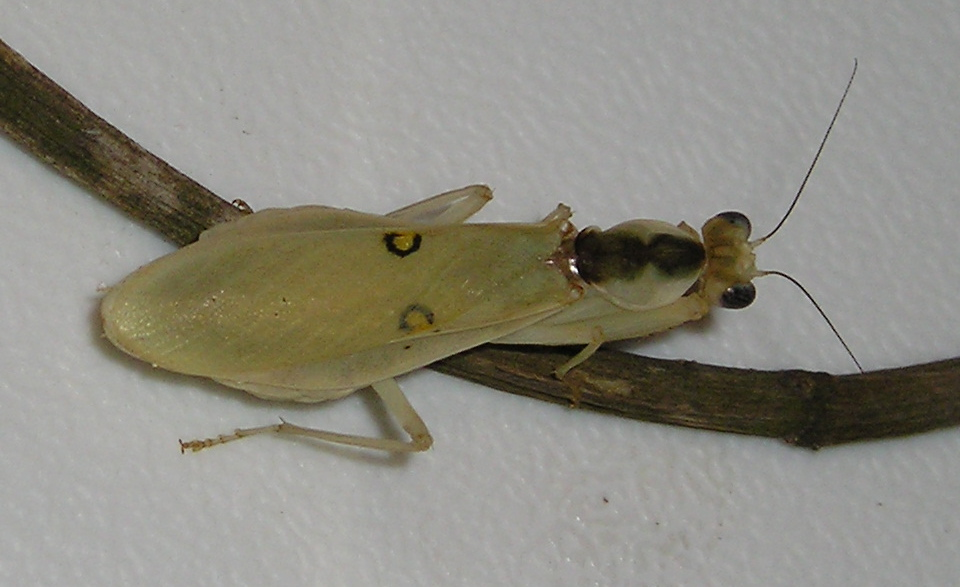
Chloroharpax modesta
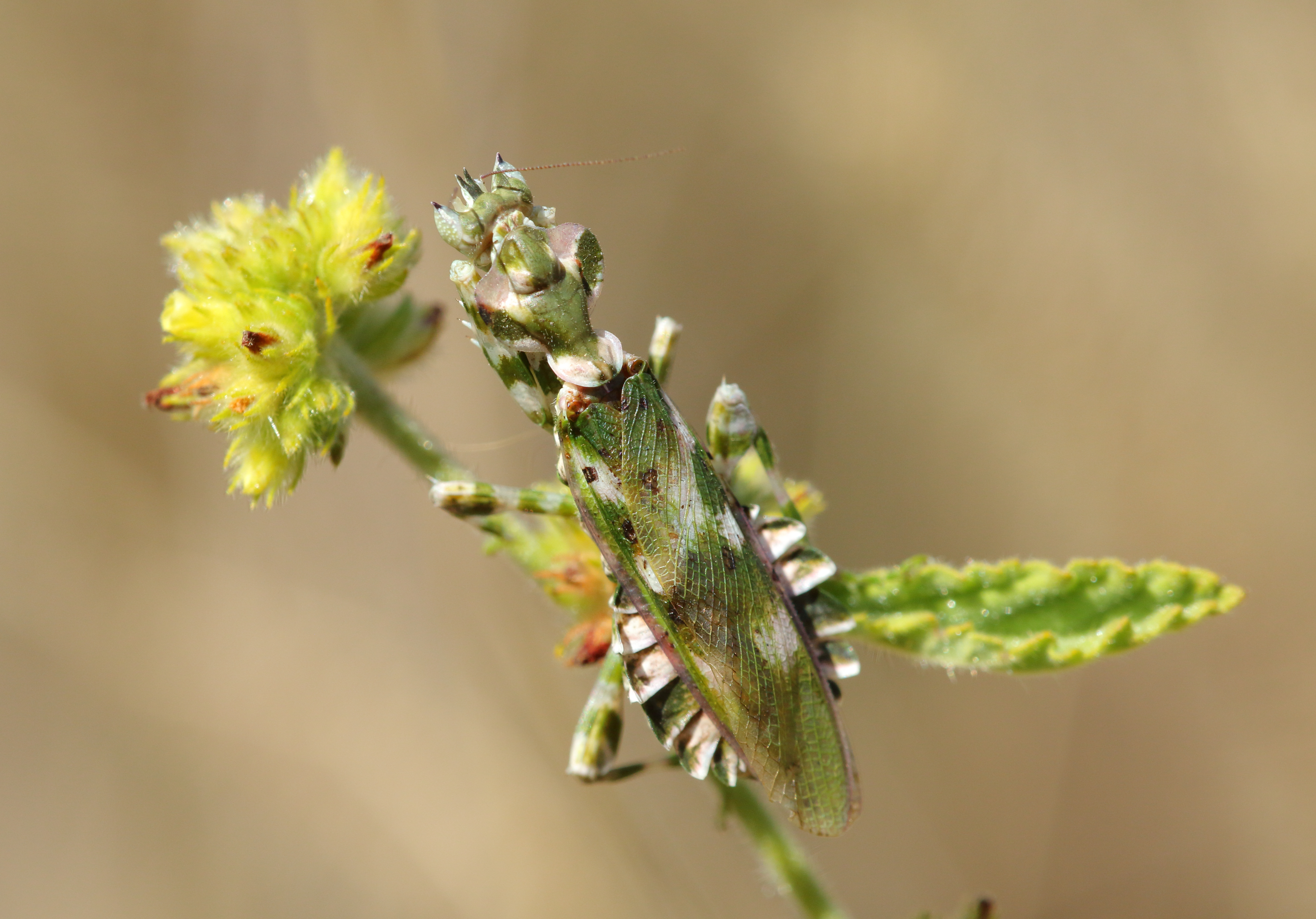
Harpagomantis tricolor (ПАР)